# Sains-lès-Pernes
Sains-lès-Pernes és un municipi francès situat al departament del Pas de Calais i a la regió dels Alts de França. L'any 2007 tenia 252 habitants.

## Demografia

### Població
El 2007 la població de fet de Sains-lès-Pernes era de 252 persones. Hi havia 90 famílies de les quals 20 eren unipersonals (12 homes vivint sols i 8 dones vivint soles), 27 parelles sense fills i 43 parelles amb fills.
La població ha evolucionat segons el següent gràfic:
Habitants censats

### Habitatges
El 2007 hi havia 113 habitatges, 94 eren l'habitatge principal de la família, 8 eren segones residències i 11 estaven desocupats. Tots els 113 habitatges eren cases. Dels 94 habitatges principals, 86 estaven ocupats pels seus propietaris, 7 estaven llogats i ocupats pels llogaters i 1 estava cedit a títol gratuït; 3 tenien dues cambres, 5 en tenien tres, 23 en tenien quatre i 63 en tenien cinc o més. 81 habitatges disposaven pel capbaix d'una plaça de pàrquing. A 35 habitatges hi havia un automòbil i a 51 n'hi havia dos o més.

### Piràmide de població
La piràmide de població per edats i sexe el 2009 era:
| Homes | Edats   | Dones |
| ----- | ------- | ----- |
| 0     | 95 o +  | 0     |
| 0     | 90 a 94 | 0     |
| 4     | 85 a 89 | 8     |
| 0     | 80 a 84 | 0     |
| 4     | 75 a 79 | 8     |
| 4     | 70 a 74 | 4     |
| 8     | 65 a 69 | 0     |
| 12    | 60 a 64 | 12    |
| 4     | 55 a 59 | 8     |
| 4     | 50 a 54 | 0     |
| 8     | 45 a 49 | 8     |
| 12    | 40 a 44 | 12    |
| 4     | 35 a 39 | 8     |
| 4     | 30 a 34 | 8     |
| 12    | 25 a 29 | 4     |
| 4     | 20 a 24 | 8     |
| 8     | 15 a 19 | 8     |
| 8     | 10 a 14 | 16    |
| 4     | 5 a 9   | 4     |
| 8     | 0 a 4   | 8     |

## Economia
El 2007 la població en edat de treballar era de 153 persones, 116 eren actives i 37 eren inactives. De les 116 persones actives 112 estaven ocupades (64 homes i 48 dones) i 4 estaven aturades (2 homes i 2 dones). De les 37 persones inactives 13 estaven jubilades, 3 estaven estudiant i 21 estaven classificades com a «altres inactius».

### Ingressos
El 2009 a Sains-lès-Pernes hi havia 98 unitats fiscals que integraven 258 persones, la mediana anual d'ingressos fiscals per persona era de 15.838 €.

### Activitats econòmiques
Dels 6 establiments que hi havia el 2007, 1 era d'una empresa extractiva, 1 d'una empresa alimentària, 1 d'una empresa de comerç i reparació d'automòbils, 2 d'empreses de transport i 1 d'una empresa d'hostatgeria i restauració.
L'any 2000 a Sains-lès-Pernes hi havia 4 explotacions agrícoles.

## Poblacions més properes
El següent diagrama mostra les poblacions més properes.